# FC 레드불 잘츠부르크
FC 레드불 잘츠부르크(Fußball Club Red Bull Salzburg)는 잘츠부르크를 연고로 하는 오스트리아의 축구 클럽이다. 홈 구장은 레드불 아레나이다. 스폰서 제한으로 FC 잘츠부르크라는 이름으로도 알려져있으며 UEFA 주관 대회에서는 수정된 문양이 새겨진 유니폼을 입는다.

## 역사
원래는 보라색 유니폼이 팀의 상징이었고 팀명 또한 SV 잘츠부르크였으나 2005년에 오스트리아 대형 음료 회사 레드불의 지원을 받는 조건으로 팀 컬러와 팀 이름에 스폰서가 붙은 레드불 잘츠부르크가 되었다. 팀의 몇몇 골수 서포터들은 레드불이 클럽의 전통을 존중하지 않은 것에 반발하여 독자적인 축구 클럽인 SV 아우스트리아 잘츠부르크를 창단하였다. 2군 팀은 전통적인 보라색 유니폼을 착용한다.
1933년에 창단되었으며 1994년 오스트리아 분데스리가에서 첫 우승을 차지, 그 해 UEFA 컵 결승에 진출하였다. 2017-18시즌까지 총 12회 리그 우승을 기록하였다.

## 역대 성적
오스트리아 분데스리가
- 우승 (17): 1933-34*, 1994-95*, 1996-97*, 2006-07, 2008-09, 2009-10, 2011-12, 2013-14, 2014-15, 2015-16, 2016-17, 2017-18, 2018/19, 2019/20, 2020/21, 2021/22, 2022/23

오스트리아 컵
- 우승 (5): 2012, 2014, 2015, 2016, 2017
- 준우승 (4): 1974*, 1980*, 1981*, 2000*

오스트리아 슈퍼컵
- 우승 (3): 1994*, 1995*, 1997*

UEFA컵
- 준우승 (1): 1994*

- 주: * 표시는 아우스트리아 잘츠부르크 시절

## 유럽 대회 기록
| 2012-13 | UEFA 챔피언스리그 | 2차 예선넘 4-3 | 0-1      | 4-4 |
| 2013-14 | UEFA 챔피언스리그 | 3차 예선       | 튀르키예 |     |

=
| 1-1     | 1-3             | 2-4        |            |                 |     |     |     |
| 2013-14 | UEFA 유로파리그 | 플레이오프 | 리투아니아 | 잘기리스 빌뉴스 | 5-0 | 2-0 | 7-0 |
| 2013-14 | UEFA 유로파리그 | C조        | 스웨덴     | IF 엘프스보리   | 4-0 | 1-0 | 5-0 |
| 2013-14 | UEFA 유로파리그 | C조        | 덴마크     | 에스비에르 fB   | 3-0 | 2-1 | 5-1 |
| 2013-14 | UEFA 유로파리그 | C조        | 벨기에     | 스탕다르 리에주 | 2-1 | 3-1 | 5-2 |
| 2013-14 | UEFA 유로파리그 | 32강       | 네덜란드   |                 | 3-1 | 3-0 | 6-1 |
| 2013-14 | UEFA 유로파리그 | 16강       | 스위스     | 바젤            | 1-2 | 0-0 | 1-2 |

## 갤러리

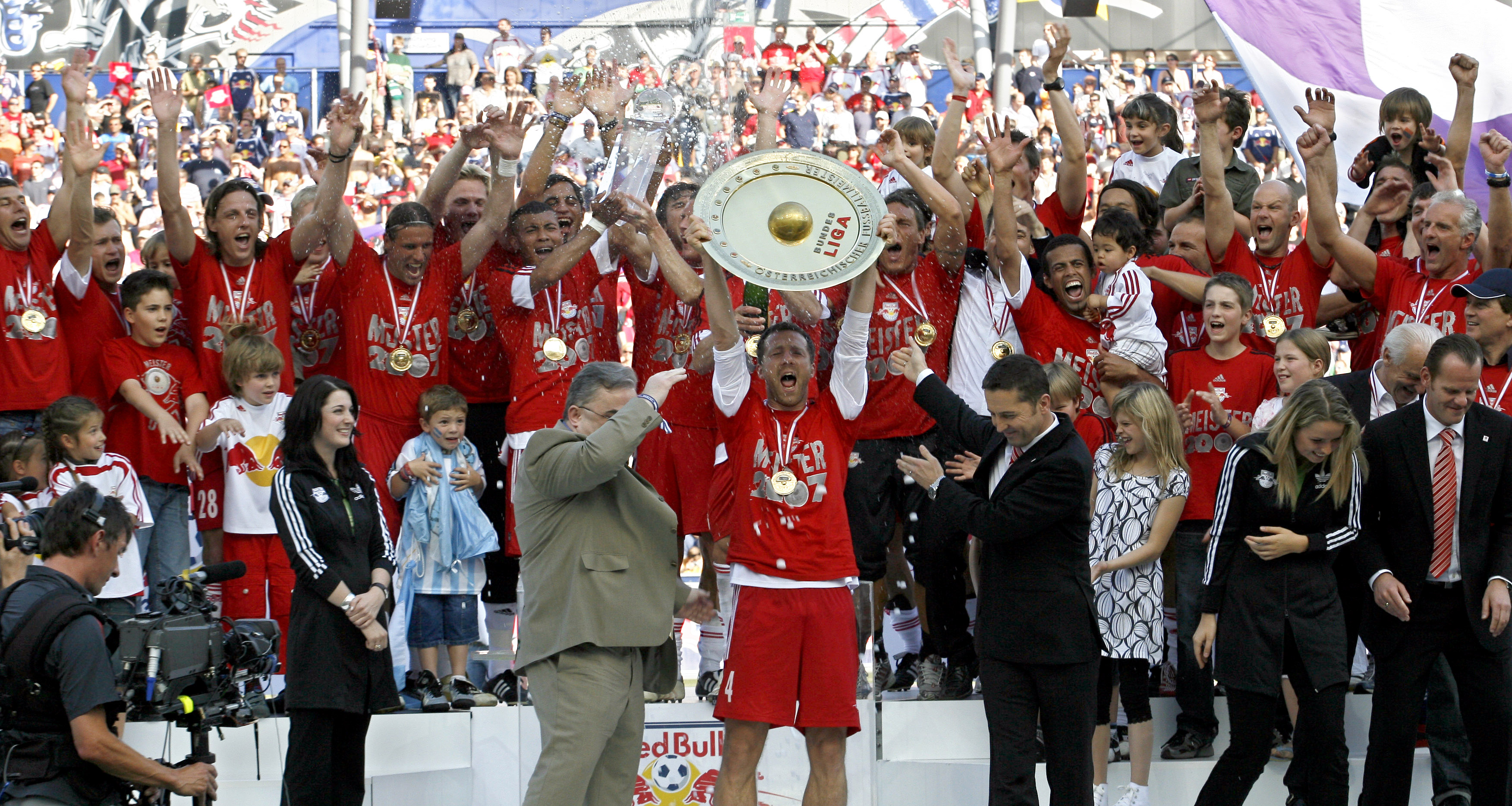
2006-07 시즌 우승
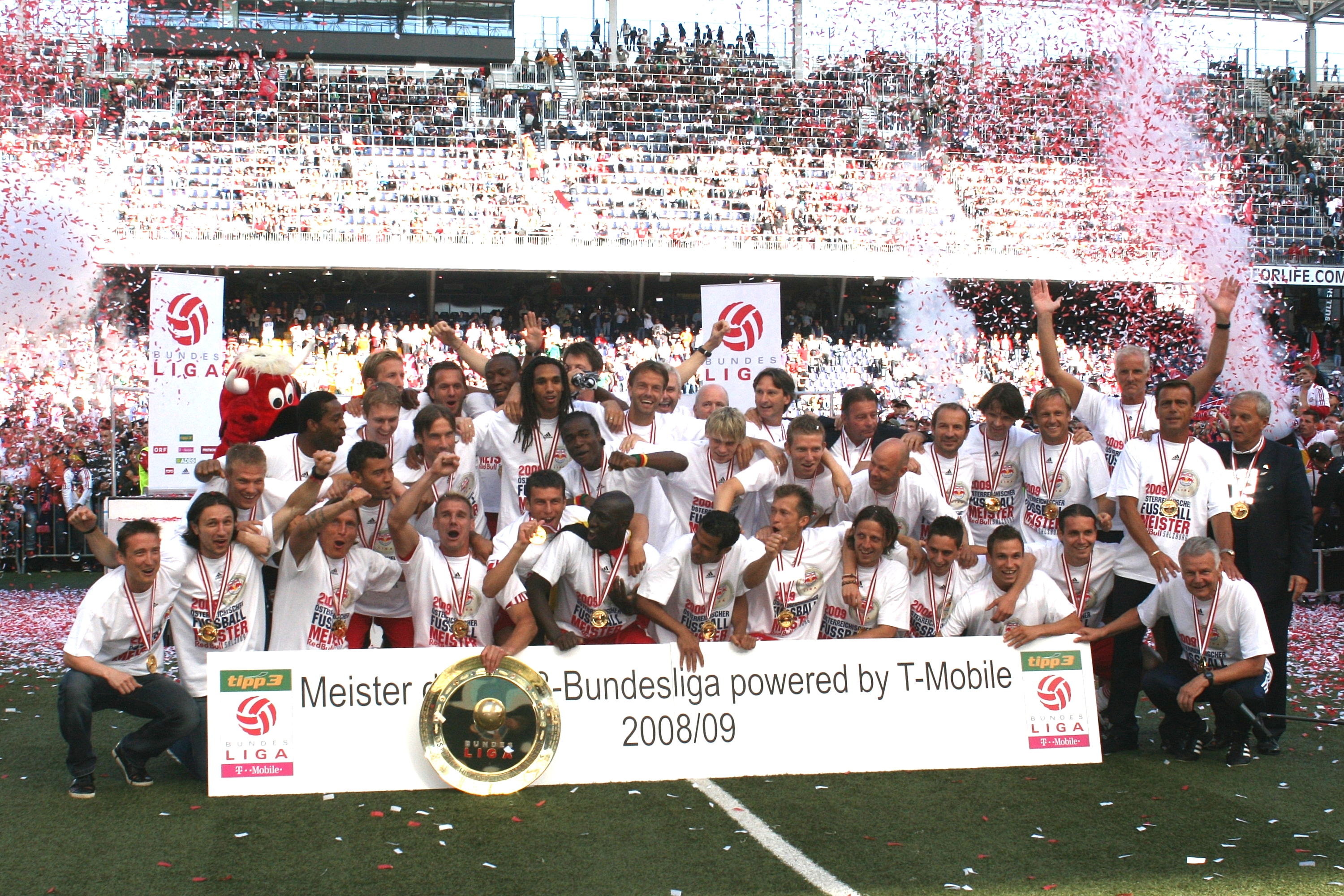
2008-09 시즌 우승
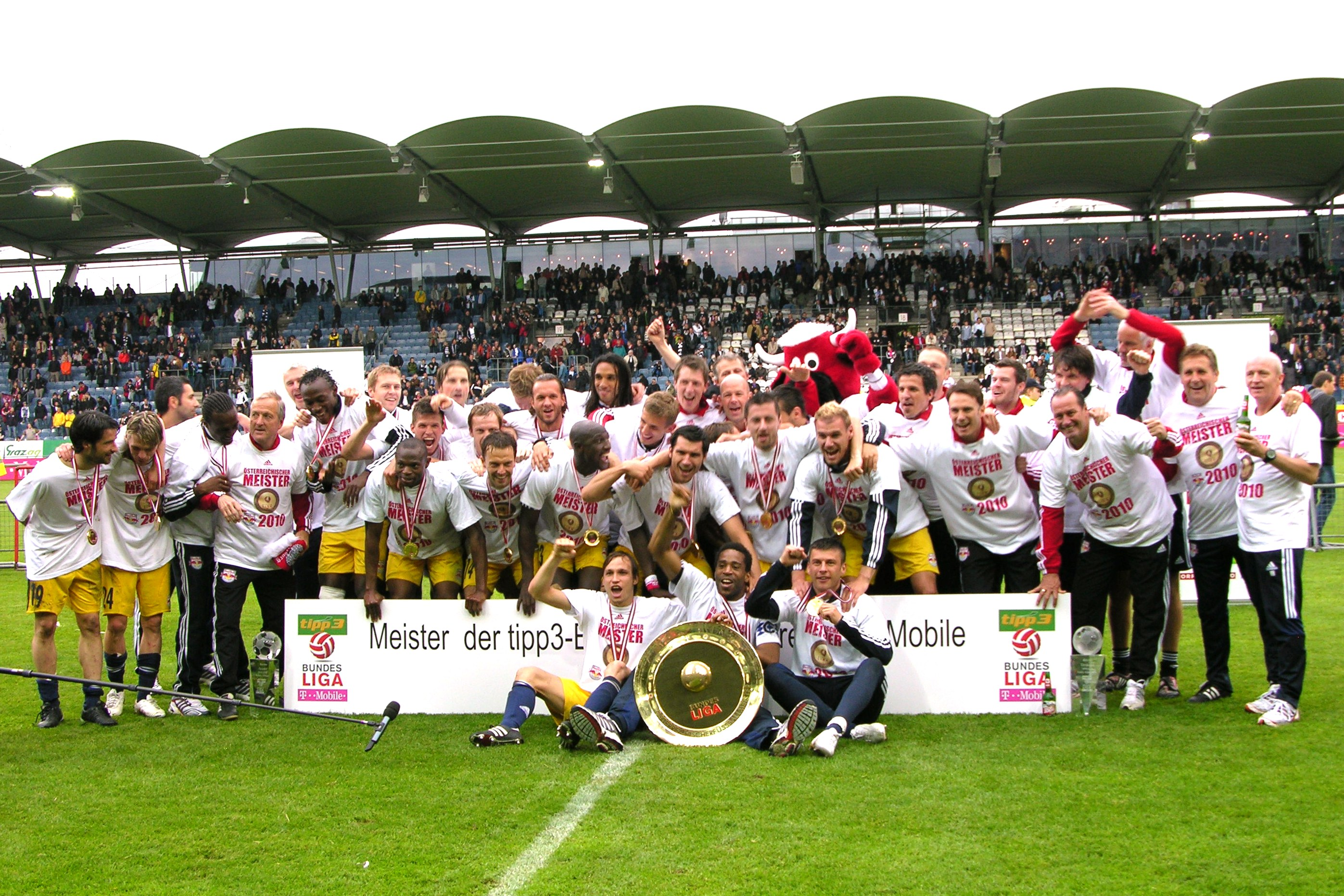
2009-10 시즌 우승
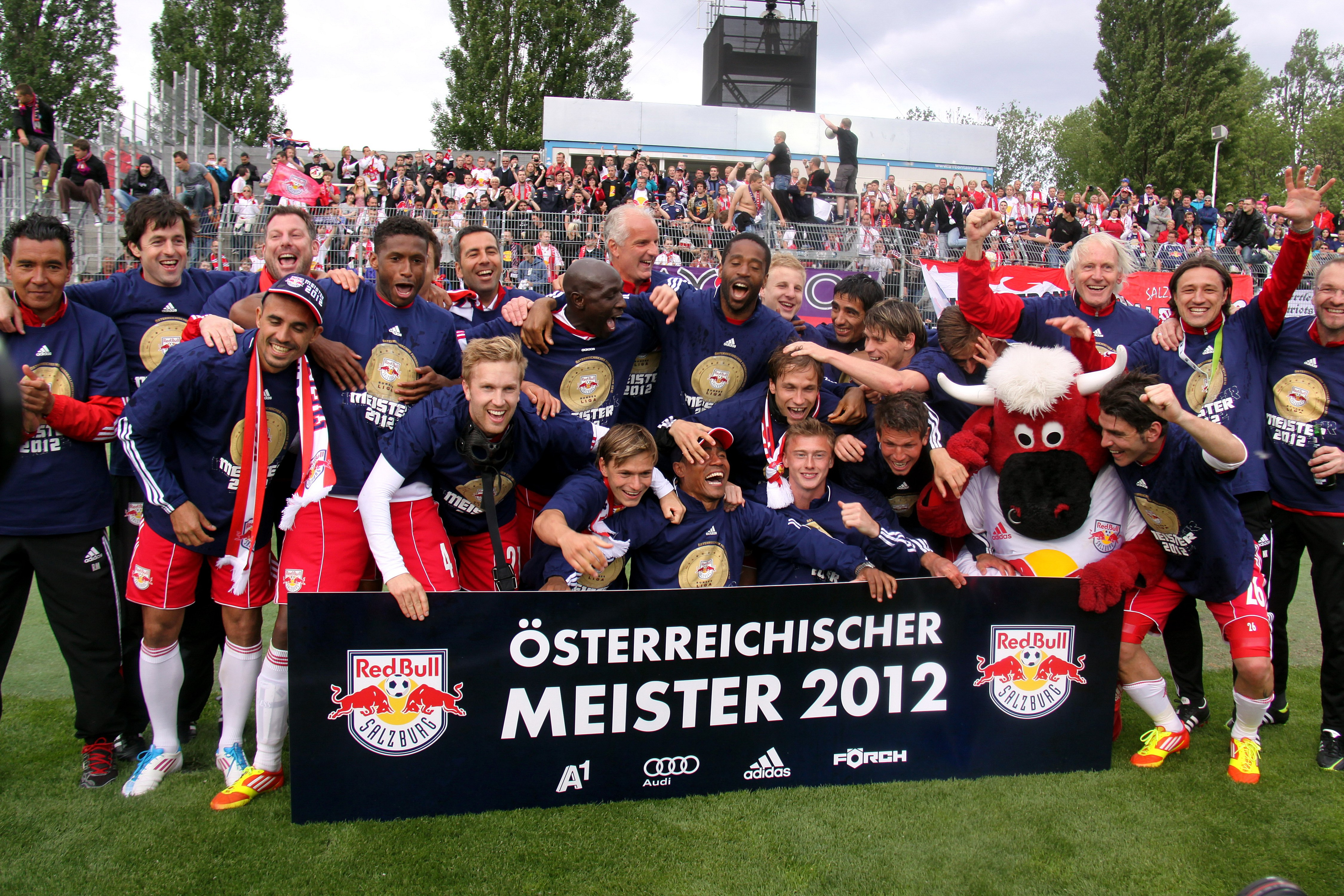
2011-12 시즌 우승

## 선수 명단

### 현역
참고: FIFA 자격 규정에 따라 소속된 국가대표팀 국기를 표시합니다. 선수는 복수의 FIFA 비회원국 국적을 가지고 있을 수 있습니다.
| 번호 | 포지션 | 국적         | 이름                    |
| ---- | ------ | ------------ | ----------------------- |
| 1    | GK     |              | 야니스 블라스비히       |
| 2    | DF     |              | 막시밀리아노 코프리에즈 |
| 7    | MF     |              | 니콜라스 카팔도         |
| 19   | FW     | 코트디부아르 | 카림 코나테             |
| 30   | MF     | 이스라엘     | 오스카 글러흐           |

| 번호 | 포지션 | 국적 | 이름      |
| ---- | ------ | ---- | --------- |
| 49   | FW     | 말리 | 무사 예오 |

## 역대 감독
| 감독                       | 임기                             |
| -------------------------- | -------------------------------- |
| 한스 크랑클                | 1998년 - 1999년                  |
| 로타어 마테우스            | 2006년 - 2007년                  |
| 조반니 트라파토니          | 2006년 - 2008년                  |
| 휘프 스테번스              | 2009년 6월 15일 - 2011년 4월 8일 |
| 리카르도 모니츠            | 2011년 4월 8일 - 2012년 6월 12일 |
| 로거 슈미트                | 2012년 7월 1일 - 2014년 5월 31일 |
| 오스카르 가르시아 후니엔트 | 2015년 - 2017년                  |
| 제시 마시                  | 2019년 6월 1일 - 2021 4월 29일   |

## 같이 보기
- 뉴욕 레드불스
- RB 라이프치히
- 레드불 브라질
- 레드불 가나
- 황희찬